# Molinaccio
Molinaccio is een plaats (frazione) in de Italiaanse gemeente Uzzano.